# Nure-onna

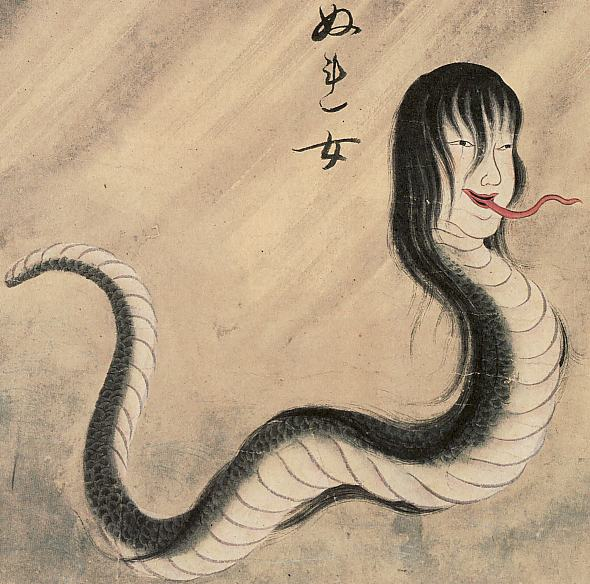
Une nure-onna telle que représentée dans le Hyakkai zukan de Sūshi Sawaki

Dans le folklore japonais, une nure-onna (濡女, lit. « femme humide ») est un yōkai qui ressemble à une créature amphibie avec la tête d'une femme et le corps d'un serpent. Bien que la description de son apparence varie légèrement d'histoire en histoire, elle est décrite comme faisant 300 m de long avec des yeux de serpent, de longues griffes, des crocs et de long et beaux cheveux. Elle est généralement observée sur une rive en train de se laver les cheveux.

## Mythologie
Les intentions d'une nure-onna sont inconnues. Dans quelques histoires, c'est un être monstrueux assez puissant pour écraser les arbres avec sa queue et se nourrit des humains. Elle porte avec elle un petit paquet avec un enfant dont elle se sert pour attirer les victimes potentielles. Si une personne bien intentionnée propose de tenir le bébé pour elle, la nure-onna va la laisser faire. Si la  personne tente de jeter le paquet cependant, il apparaît qu'il ne s'agit pas du tout d'un enfant. Au lieu de cela, le paquet devient incroyablement lourd et empêche la victime de s'enfuir. Elle utilise alors sa longue langue de serpent pour sucer tout le sang du corps de sa victime. dans d'autres histoires, un nure-onna cherche simplement la solitude tandis qu'elle lave ses cheveux et réagit violemment à ceux qui la dérange. Le rokurokubi est un proche parent de la nure-onna.

## Source de la traduction
- (en) Cet article est partiellement ou en totalité issu de l’article de Wikipédia en anglais intitulé « Nure-onna » (voir la liste des auteurs).